# Paraflabellina
Paraflabellina Korshunova, Martynov, Bakken, Evertsen, Fletcher, Mudianta, Saito, Lundin, Schrödl & Picton, 2017 è un genere di molluschi nudibranchi della famiglia Flabellinidae.

## Tassonomia
Comprende le seguenti specie:
- Paraflabellina funeka (Gosliner & Griffiths, 1981)
- Paraflabellina gabinierei (Vicente, 1975)
- Paraflabellina ischitana (Hirano & T. E. Thompson, 1990)
- Paraflabellina rubromaxilla (Edmunds, 2015)